# Николл, Крис
Крис Николл (англ. Chris Nicholl; 12 октября 1946, Уилмслоу, Чешир — 24 февраля 2024, Саутгемптон, Юго-Восточная Англия) — североирландский футболист и тренер, игравший на позиции центрального защитника. Участник чемпионата мира 1982 года.

## Карьера

### Клубная
Начал профессиональную карьеру в составе «Бернли», но не сыграл за клуб ни одного матча. Позже играл за «Уиттон Альбион», «Галифакс Таун» и «Лутон Таун», а с 1972 года — за «Астон Виллу». В составе «вилланов» стал двукратным обладателем Кубка лиги в сезонах 1974/75 и 1976/77.
20 марта 1976 Крис Николл забил все четыре мяча в матче «Лестер Сити» — «Астон Вилла» — 2:2 (два гола и два автогола), повторив рекорд Сэма Уинна 1923 года.

### В сборной
За сборную Северной Ирландии выступал с 1974 по 1983 год, провёл 51 матч и забил три мяча. На чемпионате мира 1982 года принял участие в пяти встречах.

### Тренерская
С 1985 года на протяжении шести сезонов работал главным тренером «Саутгемптона». При нём команда одержала 100 побед в 293 матчах. Лучшее достижение — седьмое место в сезоне-1989/90.
С 1994 года на протяжении трех сезонов Николл возглавлял «Уолсолл». На его счету 72 победы в 157 матчах и выход во Второй дивизион (третий в иерархии английских лиг) в сезоне-1994/95.
Позже работал ассистентом в тренерском штабе сборной Северной Ирландии. Завершил карьеру в 2000 году.